# Sandro Zurbrügg
Sandro Zurbrügg (* 21. September 2002) ist ein Schweizer Skirennfahrer. Er ist auf die Disziplinen Riesenslalom und Super-G spezialisiert.

## Biografie
Zurbrügg stammt aus Frutigen im Kanton Bern und erlernte das Skifahren im Alter von zweieinhalb Jahren. Im November 2018 bestritt er als 16-Jähriger seine ersten FIS-Rennen, wobei er zunächst in allen Disziplinen an den Start ging. Er nahm an den Olympischen Jugend-Winterspielen 2020 in Lausanne teil, bei denen er im Riesenslalom die Silbermedaille gewann. Seine ersten Einsätze im Europacup folgten im November 2021, er klassierte sich aber zunächst ausserhalb der Punkteränge. Ein zählbares Europacup-Ergebnis gelang ihm erstmals im Dezember 2022 mit Platz 17 im Riesenslalom von Zinal, im darauffolgenden Monat kam der erste Sieg in einem FIS-Rennen hinzu. Bei den Juniorenweltmeisterschaften 2023 verpasste er als Vierter im Mannschaftswettbewerb und Fünfter im Riesenslalom jeweils knapp eine Medaille.
Aufgrund guter Trainingsleistungen während der Vorbereitung zur Saison 2023/24 wurde Zurbrügg für den Weltcup-Riesenslalom in Val-d’Isère aufgeboten. Mit der hohen Startnummer 69 qualifizierte er sich auf der Face de Bellevarde für den zweiten Durchgang und verbesserte sich in diesem vom 30. auf den 17. Schlussrang, womit er gleich bei seiner Weltcup-Premiere die ersten Punkte holte.
Am 4. April 2025 wurde Sandro Zurbrügg mit der hohen Startnummer 69 in der Disziplin Super-G Schweizermeister bei Schweizer Meisterschaft im alpinen Skisport in Zinal.

## Erfolge

### Weltcup
- 1 Platzierung unter den besten 20

### Weltcupwertungen
| Saison  | Gesamt | Gesamt | Riesenslalom | Riesenslalom |
| Saison  | Platz  | Punkte | Platz        | Punkte       |
| ------- | ------ | ------ | ------------ | ------------ |
| 2023/24 | 115.   | 21     | 39.          | 21           |

### Juniorenweltmeisterschaften
- St. Anton 2023: 4. Mannschaftswettbewerb, 5. Riesenslalom, 18. Abfahrt

### Europacup
- 2 Platzierung unter den besten 20

### Weitere Erfolge
- Olympische Jugend-Winterspiele 2020: 2. Riesenslalom, 14. Kombination, 14. Slalom, 19. Super-G
- 1 Sieg in FIS-Rennen
- Schweizer Meister im Super-G (2025)